# 新井徹
新井 徹（あらい とおる、1950年6月3日 - 2024年10月3日）は、日本の実業家。森永製菓元社長。群馬県出身。

## 来歴
群馬県高崎市出身。1973年に早稲田大学理工学部卒業後、森永製菓に入社。広報・IR部長兼広告部長などを歴任し、2009年6月に取締役。常務を経て2013年6月に社長に就任。2017年に上場来高値を更新。2019年、社長を退任し同社顧問に就任。2024年10月3日午後8時34分、病気のため死去。74歳没。